# Семеново (озеро, Карелия)
Семеново — пресноводное озеро на территории Воломского сельского поселения Муезерского района Республики Карелии.

## Общие сведения
Площадь озера — 1,2 км², площадь водосборного бассейна — 32,7 км². Располагается на высоте 182,8 метров над уровнем моря.
Форма озера лопастная, продолговатая: оно вытянуто с северо-запада на юго-восток. Берега изрезанные, каменисто-песчаные, местами заболоченные.
Через озеро протекает река Кивиоя, впадающая в реку Чирко-Кемь.
В озере около десяти безымянных островов различной площади, однако их количество может варьироваться в зависимости от уровня воды.
Код объекта в государственном водном реестре — 02020000911102000005155.